# Тоденбюттель
Тоденбюттель (нем. Todenbüttel) — община в Германии, в земле Шлезвиг-Гольштейн. 
Входит в состав района Рендсбург-Экернфёрде. Подчиняется управлению Хоэнвештедт-Ланд.  Население составляет 1074 человека (на 31 декабря 2010 года). Занимает площадь 11,78 км².